# St. Martin (Schlingen)

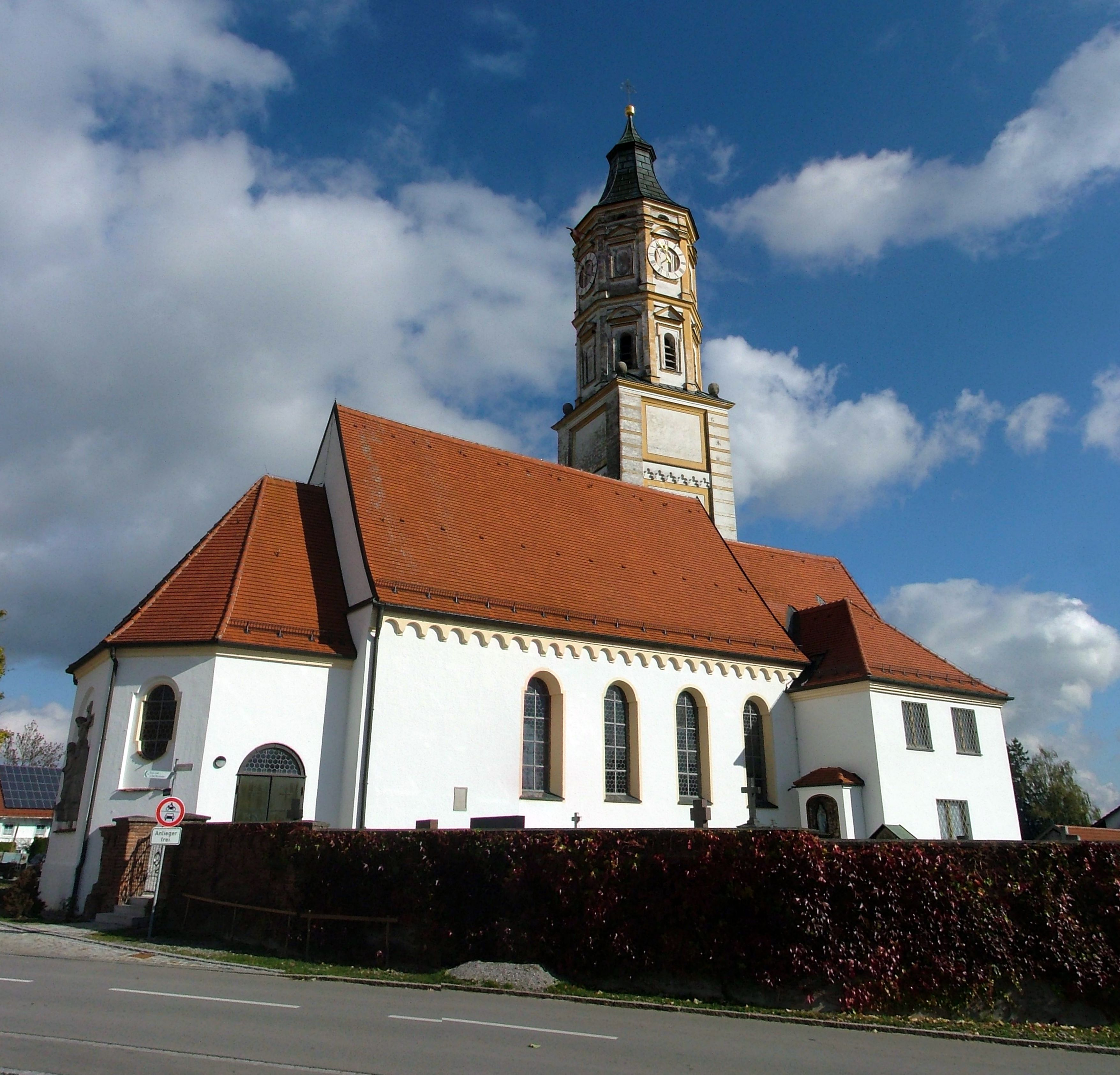
St. Martin in Schlingen

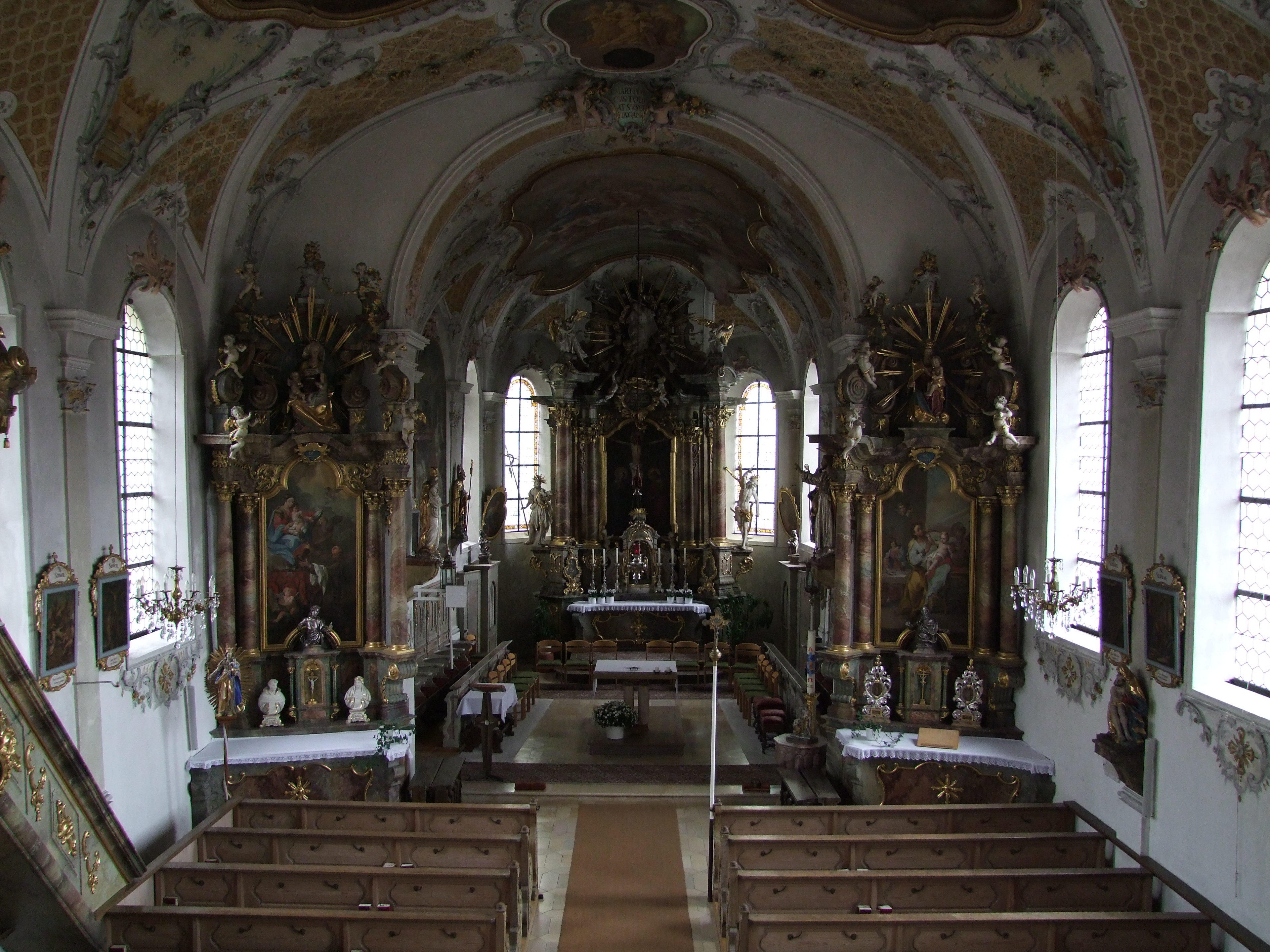
Innenraum

Die römisch-katholische Pfarrkirche St. Martin steht in Schlingen, einem  Stadtteil von Bad Wörishofen im schwäbischen Landkreis Unterallgäu in Bayern. Das Bauwerk ist in der Liste der Baudenkmäler in Bad Wörishofen als Baudenkmal unter der Nr. D-7-78-116-36 eingetragen. Die Pfarrei gehört zum Dekanat Mindelheim des Bistums Augsburg.

## Beschreibung
Die Saalkirche aus Langhaus, eingezogenen, dreiseitig geschlossenen Chor im Osten und die unteren Geschosse des Chorflankenturms auf quadratischem Grundriss an der Nordwand des Chors wurden im Kern am Ende des 13. Jahrhunderts erbaut. 1690 wurde das Langhaus nach Westen verlängert und der Chorflankenturm um zwei achteckige Geschosse aufgestockt, das untere beherbergt den Glockenstuhl, das obere die Turmuhr. Darauf wurde eine konkav geschweifte Haube gesetzt, die 1804 erneuert wurde. 
Die Fresken im Innenraum, der mit einem Stichkappengewölbe überspannt ist, schuf 1763 Franz Anton Zeiller. Der Hochaltar wurde 1766 aufgestellt. Den Kreuzweg hat 1754 Franz Xaver Bernhard ursprünglich für die Pfarrkirche in Rieden bei Kaufbeuren gestaltet. Eine um 1700 entstandene Pietà stand ursprünglich in einer Kapelle von Baisweil, die abgebrochen wurde.